# Linet Chepkwemoi Masai

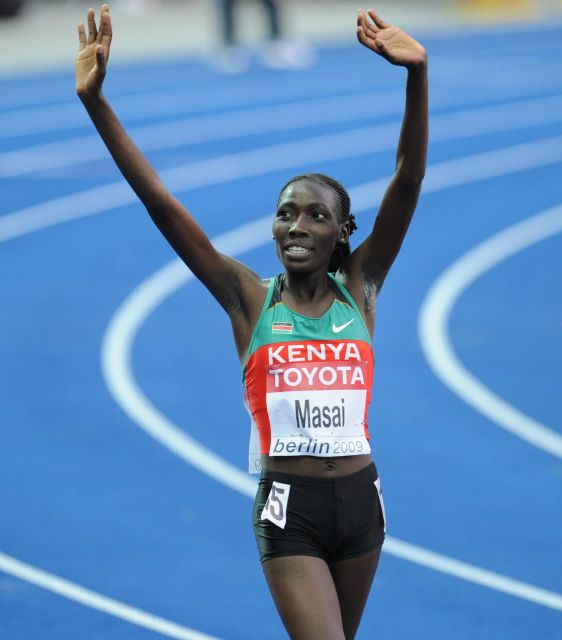
Linet Chepkwemoi Masai bei den Weltmeisterschaften 2009 in Berlin

Linet Chepkwemoi Masai (* 5. Dezember 1989 in Kapsokwony, Mount Elgon District, Provinz Western) ist eine kenianische Langstreckenläuferin.
Ermutigt durch den Erfolg ihres Bruders Moses Ndiema Masai, der 2005 zwei Goldmedaillen bei den afrikanischen Juniorenmeisterschaften holte, begann sie im selben Jahr mit ernsthaftem Lauftraining.
Bei ihrem ersten internationalen Einsatz, dem Juniorinnenrennen der Crosslauf-Weltmeisterschaften 2007 in Mombasa, gewann sie auf Anhieb Gold. Beim Leichtathletik-Weltfinale desselben Jahres wurde sie Vierte sowohl über 5000 als auch über 10.000 Meter.
Bei den Crosslauf-Weltmeisterschaften 2008 in Edinburgh startete sie im Erwachsenen-Rennen und gewann Bronze (Silber in der Mannschaftswertung). Im 10.000-Meter-Lauf bei den Olympischen Spielen 2008 in Peking kam sie mit einer persönlichen Bestleistung von 30:26,50 min als Vierte ins Ziel. 2017 wurde ihr die Bronzemedaille nachträglich zuerkannt, da die ursprünglich Zweitplatzierte Elvan Abeylegesse des Dopings überführt worden war.
2009 konnte sie sich bei den Crosslauf-Weltmeisterschaften in Amman die Silbermedaille sichern. Dort siegte sie außerdem mit Kenia in der Mannschaftswertung, die die Äthiopierinnen zuvor sieben Jahre in Folge gewonnen hatten.
Ihren bisher größten Erfolg errang Masai mit dem Gewinn der Goldmedaille über 10.000 Meter bei den Leichtathletik-Weltmeisterschaften 2009 in Berlin. Auf den letzten 100 Metern schob sie sich vom vierten auf den ersten Platz und schlug mit einer Zeit von 30:51,24 min die Äthiopierin Meselech Melkamu, die sich bereits siegreich wähnte, um eine Zehntelsekunde. Einen Monat später siegte sie gemeinsam mit ihrem Bruder beim Dam tot Damloop über zehn Meilen.
2010 errang sie erneut die Silbermedaille bei den Crosslauf-Weltmeisterschaften in Bydgoszcz und gewann die New York Mini 10K. Im darauffolgenden Jahr folgte einer Silbermedaille bei den Crosslauf-WM in Punta Umbría eine Titelverteidigung bei den New York Mini 10K und eine Bronzemedaille bei den Weltmeisterschaften in Daegu über 10.000 Meter.
2012 wurde sie Dritte bei den World’s Best 10K und siegte beim Great Manchester Run.

## Bestzeiten
- 2000 m: 5:33,43 min, 7. Juni 2009, Eugene
- 3000 m: 8:38,97 min, 9. September 2007, Rieti
- 5000 m: 14:31,14 min, 23. Mai 2010, Shanghai
- 10.000 m: 30:26,50 min, 15. August 2008, Peking
- 10-km-Straßenlauf: 30:48 min, 12. Juni 2010, New York City